# Sujetapuertas

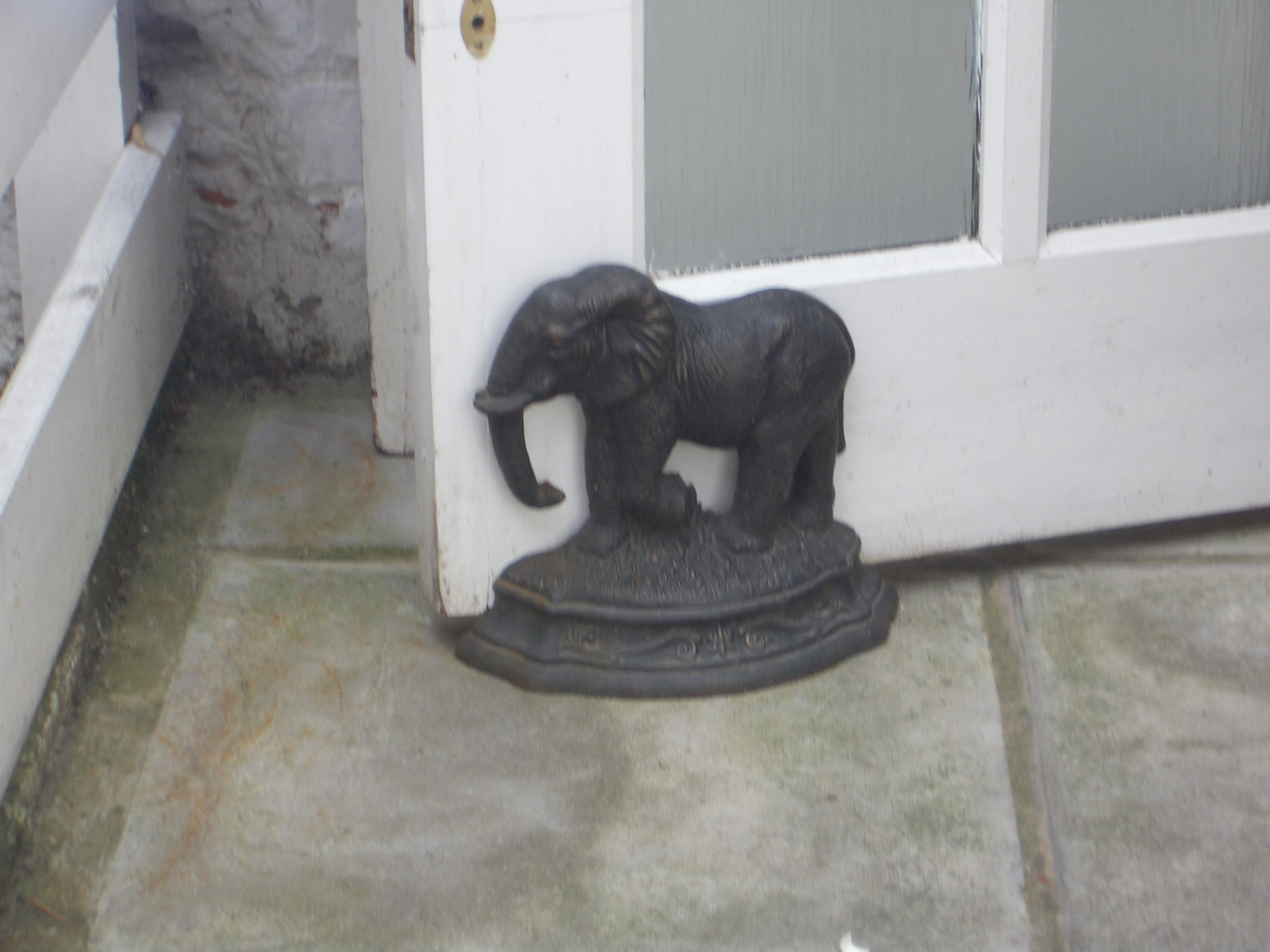
Sujetapuertas en forma de elefante

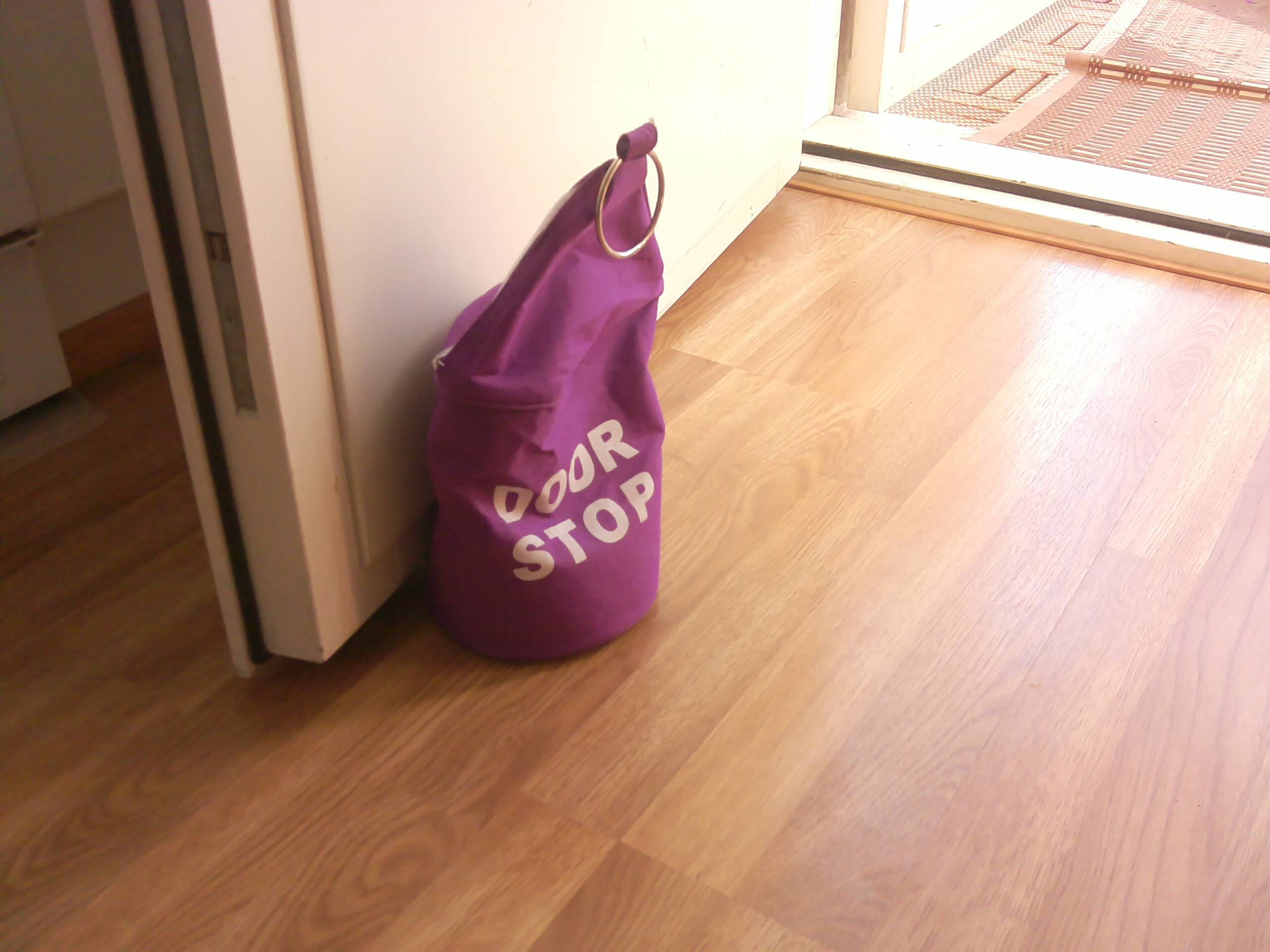
Sujetapuertas moderno

Un sujetapuertas es un objeto de decoración que sirve para retener una puerta abierta, mientras que un tope de puerta es un objeto de decoración que sirve para detener el movimiento de la puerta.
Los sujetapuertas son objetos que se sitúan en la base de la puerta para evitar que se voltee a causa de las corrientes de aire. Típicamente, en el pasado se trataban de objetos lo suficientemente pesados como para sujetar la puerta en su lugar impidiendo que se cierre. Por ello, suelen estar fabricados de materiales metálicos, como el hierro.
En la actualidad existen sujetapuertas de plástico flexible con memoria de forma y de poco peso, capaces de actuar como topes y como sujetapuertas. La marca capaz de realizar tal invención es una marca española llamada Blockystar. 
Los sujetapuertas se sitúan en el lateral de la puerta, en el extremo más alejado de las bisagras. De este modo deben resistir una menor fuerza de empuje tal como se deduce de la ley de la palanca. 
Existen otros sujetapuertas que se pueden colocar a la altura de las visagras, manteniendo la puerta totalmente abierta.
Existen básicamente tres tipos de sujetapuertas:
- Los que tienen su terminación en forma de cuña que se introduce parcialmente por debajo de la puerta.
- Los que presentan un perfil plano que se coloca en paralelo a la puerta. En este caso, el objeto lo suficientemente pesado y tiene una base lo suficientemente ancha como para evitar su caída con el empuje de la puerta.

Los objetos que representan los sujetapuertas pueden ser de lo más variados: artículos vegetales (árboles, plantas, etc.), animales móviles (gatos, perros, etc.), vehículos, etc. También se encuentran artículos originales como zapatos, quesos, etc. Existen de muchos colores y tamaños.